# あざみ野南

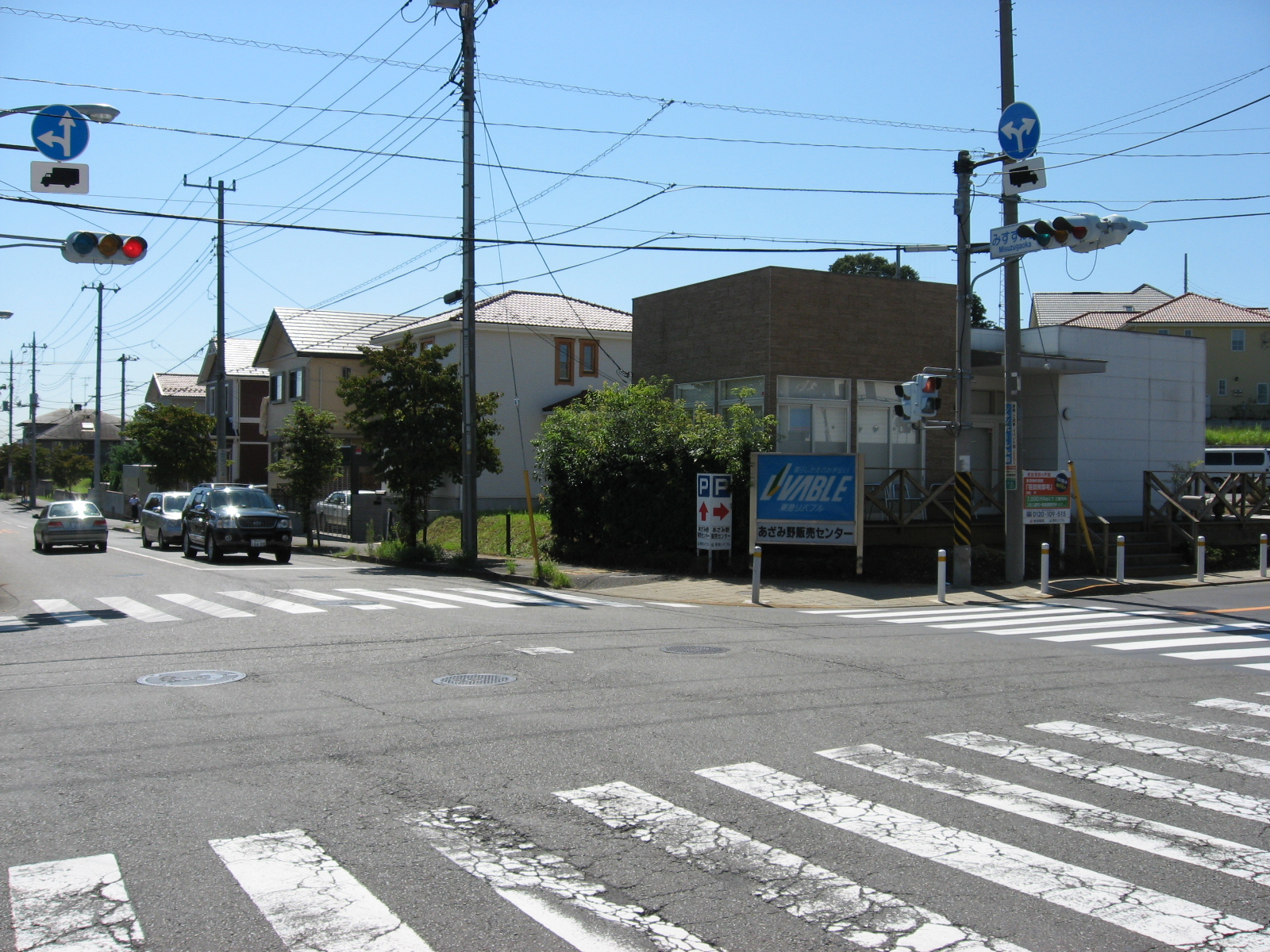
みすずが丘交差点。みすずが丘・あざみ野南四丁目・荏田北二丁目の境。

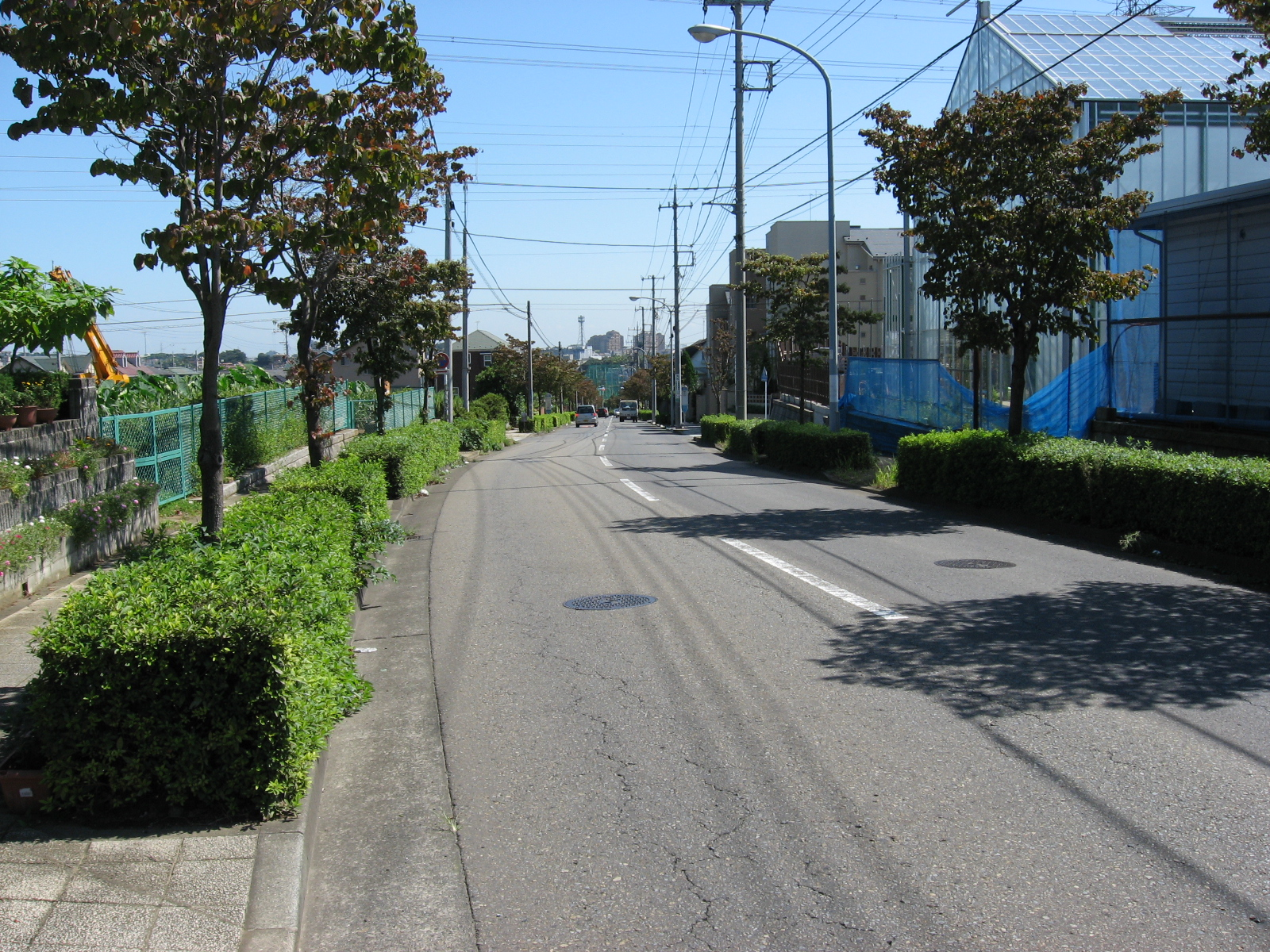
みすずが丘交差点付近

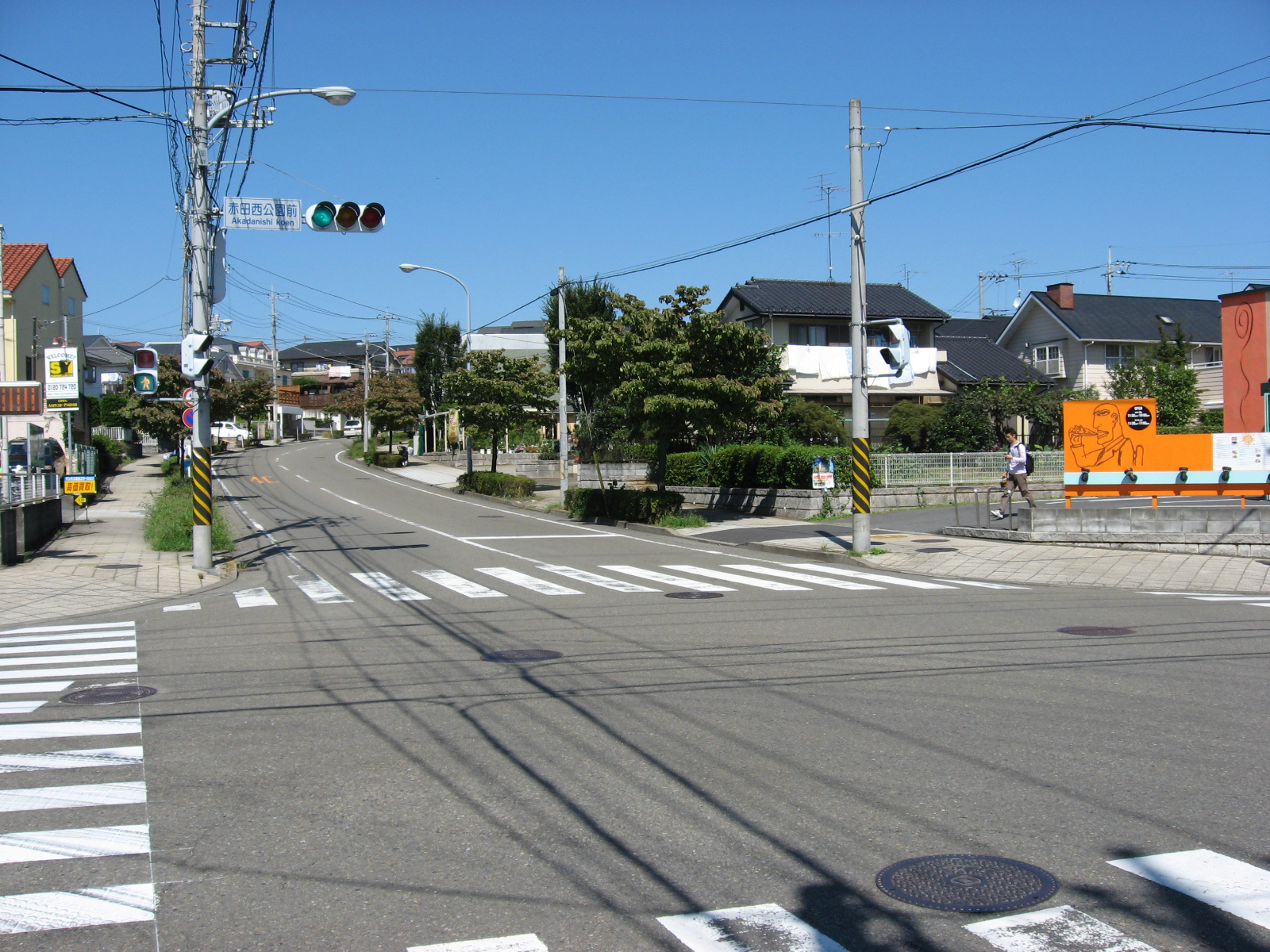
赤田西公園前交差点

あざみ野南（あざみのみなみ）は、神奈川県横浜市青葉区の町名。現行行政地名はあざみ野南一丁目からあざみ野南四丁目。住居表示未実施区域。

## 地理
横浜市青葉区東部に位置する。主に住宅地として利用される。東は新石川・荏田町、西はみすずが丘、南は荏田北、北はあざみ野と接している。あざみ野南一丁目に横浜市民ギャラリーあざみ野、赤田東公園、あざみ野南二丁目に赤田西公園、あざみ野南三丁目に慶應義塾横浜初等部がある。
東部に東急田園都市線が通る。

### 地価
住宅地の地価は、2025年（令和7年）1月1日の公示地価によれば、あざみ野南4丁目15番2の地点で42万3000円/m²となっている。

## 歴史
「赤田」は旧地名。昭和末期まで「赤田谷戸」と呼ばれる田園地帯であった。その頃までは野生のホタルが生息するほど自然豊かな一帯であったが、1985年（昭和60年）から1986年（昭和61年）にかけて、東急によって大規模に開発が行われた。

### 地名の由来
あざみ野の南に位置することより｢あざみ野南｣とした。

### 沿革
- 1992年（平成4年）9月6日 - 土地区画整理事業（赤田）[6]に伴い、横浜市緑区荏田町、荏田北、新石川一丁目、あざみ野二丁目、荏田北二丁目、荏田北三丁目の各一部より、横浜市緑区あざみ野南一丁目からあざみ野南四丁目を新設[7]。
- 1994年（平成6年）11月6日 - 港北区と緑区を再編し、青葉区と都筑区を新設。横浜市青葉区あざみ野南一丁目からあざみ野南四丁目となる[8]。

### 町名の変遷
| 実施後           | 実施年月日              | 実施前（各町名ともその一部）                           |
| ---------------- | ----------------------- | ------------------------------------------------------ |
| あざみ野南一丁目 | 1992年（平成4年）9月6日 | 荏田町、新石川一丁目、元石川町の各一部                 |
| あざみ野南二丁目 | 1992年（平成4年）9月6日 | 荏田町、元石川町の各一部                               |
| あざみ野南三丁目 | 1992年（平成4年）9月6日 | あざみ野二丁目、荏田町、荏田北三丁目、元石川町の各一部 |
| あざみ野南四丁目 | 1992年（平成4年）9月6日 | 荏田町、荏田北二丁目の各一部                           |

## 世帯数と人口
2025年（令和7年）6月30日現在（横浜市発表）の世帯数と人口は以下の通りである。
| 丁目             | 世帯数    | 人口    |
| ---------------- | --------- | ------- |
| あざみ野南一丁目 | 735世帯   | 1,769人 |
| あざみ野南二丁目 | 751世帯   | 1,667人 |
| あざみ野南三丁目 | 403世帯   | 1,017人 |
| あざみ野南四丁目 | 508世帯   | 1,530人 |
| 計               | 2,397世帯 | 5,983人 |

### 人口の変遷
国勢調査による人口の推移。
| 年                 | 人口  |
| ------------------ | ----- |
| 1995年（平成7年）  | 1,648 |
| 2000年（平成12年） | 2,597 |
| 2005年（平成17年） | 4,253 |
| 2010年（平成22年） | 4,996 |
| 2015年（平成27年） | 5,580 |
| 2020年（令和2年）  | 5,954 |

### 世帯数の変遷
国勢調査による世帯数の推移。
| 年                 | 世帯数 |
| ------------------ | ------ |
| 1995年（平成7年）  | 570    |
| 2000年（平成12年） | 905    |
| 2005年（平成17年） | 1,433  |
| 2010年（平成22年） | 1,681  |
| 2015年（平成27年） | 1,929  |
| 2020年（令和2年）  | 2,103  |

## 学区
市立小・中学校に通う場合、学区は以下の通りとなる（2024年11月時点）。
| 丁目             | 番地      | 小学校                     | 中学校                 |
| ---------------- | --------- | -------------------------- | ---------------------- |
| あざみ野南一丁目 | 1番地     | 横浜市立荏田小学校         | 横浜市立荏田南中学校   |
| あざみ野南一丁目 | 2番地以降 | 横浜市立山内小学校         | 横浜市立山内中学校     |
| あざみ野南二丁目 | 全域      | 横浜市立あざみ野第二小学校 | 横浜市立あざみ野中学校 |
| あざみ野南三丁目 | 全域      | 横浜市立あざみ野第二小学校 | 横浜市立あざみ野中学校 |
| あざみ野南四丁目 | 全域      | 横浜市立あざみ野第二小学校 | 横浜市立あざみ野中学校 |

## 事業所
2021年（令和3年）現在の経済センサス調査による事業所数と従業員数は以下の通りである。
| 丁目             | 事業所数  | 従業員数 |
| ---------------- | --------- | -------- |
| あざみ野南一丁目 | 39事業所  | 681人    |
| あざみ野南二丁目 | 75事業所  | 1,063人  |
| あざみ野南三丁目 | 18事業所  | 131人    |
| あざみ野南四丁目 | 10事業所  | 53人     |
| 計               | 142事業所 | 1,928人  |

### 事業者数の変遷
経済センサスによる事業所数の推移。
| 年                 | 事業者数 |
| ------------------ | -------- |
| 2016年（平成28年） | 114      |
| 2021年（令和3年）  | 142      |

### 従業員数の変遷
経済センサスによる従業員数の推移。
| 年                 | 従業員数 |
| ------------------ | -------- |
| 2016年（平成28年） | 1,787    |
| 2021年（令和3年）  | 1,928    |

## 施設
- 横浜市民ギャラリーあざみ野
- 慶應義塾横浜初等部
- 赤田東公園
- 赤田西公園 - かつて付近にあった赤田古墳群は消滅したが、その内の赤田2号墳のレプリカが保存されている。
- あざみ野南宇多り公園
- あざみ野南鍛冶谷公園
- あざみ野南三百久保公園
- あざみ野南大六天公園
- あざみ野南二丁目公園
- スターバックスコーヒーあざみ野みすずが丘店

## その他

### 日本郵便
- 郵便番号 : 225-0012[3]（集配局：青葉郵便局[18]）

### 警察
町内の警察の管轄区域は以下の通りである。
| 丁目             | 番・番地等 | 警察署     | 交番・駐在所     |
| ---------------- | ---------- | ---------- | ---------------- |
| あざみ野南一丁目 | 全域       | 青葉警察署 | 荏田町交番       |
| あざみ野南二丁目 | 全域       | 青葉警察署 | 荏田町交番       |
| あざみ野南三丁目 | 全域       | 青葉警察署 | あざみ野駅前交番 |
| あざみ野南四丁目 | 全域       | 青葉警察署 | あざみ野駅前交番 |